# Khalil bey Khasmammadov
Khalil bey Khasmammadov —  Khalil bey Khasmammadli (1873-1945) — Fue ministro de justicia y del interior de la República Democrática de Azerbaiyán en 1918.

## Vida
Khalil bey Khasmammadli nació en Ganja en 1873. Trabajó como inspector tras graduarse en la Facultad de Derecho de la Universidad de Moscú.

## Actividad
En la República Democrática de Azerbaiyán, la primera república del oriente, se dio gran importancia al sistema de Justicia establecido el mismo día de la fundación de esta República, el 28 de mayo de 1918. Khalil bey Khasmammadov fue nombrado primer Ministro de Justicia.
Khalil Bey Khasmammadov (sentado a la derecha)[¿dónde?] con un grupo de diputados musulmanes de la Duma de Rusia (1907).
Durante toda su vida Khalil bey había luchado por la "autonomía de Azerbaiyán". El período más intenso de su actividad político-social estuvo relacionado con la formación y prosperidad de la República Democrática de Azerbaiyán. Participó en cuatro gabinetes de los cinco que tuvo el gobierno independiente. Ocupó dos veces el cargo del ministro de Justicia y otras dos veces el cargo del Ministro del Interior.
En aquel entonces, las agencias de asuntos internos trabajaban estrechamente con los órganos militar, de seguridad e inteligencia. Una de las razones principales de todo esto era que muchos de los miembros de las fuerzas opositoras al gobierno de la República Popular Democrática de Azerbaiyán ocupaban cargos de soldado, sargento, oficial, policía, etc. dentro del ejército nacional y otras estructuras. Por lo tanto, tal actividad conjunta era indispensable para evitar cualquier provocación contra el gobierno.
Khalil Bey se enteró del colapso de la República en Estambul. Este ocurrió poco después de su nombramiento como embajador en Turquía. Vivió en Estambul durante el resto de su vida y murió en 1945. Halil bey fue enterrado en el cementerio de Fari Koy de Estambul.